# 1527年
| 千纪： | 2千纪 |
| 世纪： | 15世纪 \| 16世纪 \| 17世纪                                                                                 |
| 年代： | 1490年代 \| 1500年代 \| 1510年代 \| 1520年代 \| 1530年代 \| 1540年代 \| 1550年代                           |
| 年份： | 1522年 \| 1523年 \| 1524年 \| 1525年 \| 1526年 \| 1527年 \| 1528年 \| 1529年 \| 1530年 \| 1531年 \| 1532年 |
| 纪年： | 丁亥年（猪年）；明嘉靖六年；越南統元六年，明德元年；日本大永七年                                           |

## 大事记
- 3月17日－汗瓦战役，莫卧儿帝国征服拉其普特人的领地。
- 5月6日－神聖羅馬皇帝查理五世屬下的軍隊譁變，挾持夏爾三世·德·波旁洗劫羅馬。意大利文艺复兴结束。
- 5月16日－佛罗伦萨的僭主美第奇家族被驱逐。
- 6月17日－瑞典施行宗教改革，路德宗取代罗马天主教，成为瑞典的国教。
- 8月18日－法國占領意大利的帕維亞和熱那亞。
- 西班牙殖民者征服危地马拉地区，建立安提瓜危地马拉城。
- 埃尔南·科爾特斯派手下弗朗西斯科·蒙特霍（英语：Francisco de Montejo）征服猶加敦半島，被馬雅人擊敗。
- 印加帝國薩帕·印卡瓦伊納·卡帕克感染天花去世，繼承人尼南·庫尤奇（英语：Ninan Cuyochi）也在不久後死於天花，瓦斯卡爾繼位成為新的薩帕·印卡。
- 越南权臣莫登庸废黜黎恭皇，自立为帝，建立莫朝。
- 信仰伊斯蘭教的淡目國攻滅信奉印度教的滿者伯夷。

## 出生
- 5月21日－西班牙国王菲利普二世（1598年逝世）
- 11月23日－李贽，中国明朝思想家
- 佐久間信盛，日本武將（1581年逝世）

## 逝世
- 瓦伊納·卡帕克，印加帝國全盛時代的薩帕·印卡。
- 5月6日——夏爾三世·德·波旁，法國軍人，波旁家族的代表人物之一，後投奔神聖羅馬帝國，擔任米蘭總督。
- 6月21日——馬基維利，義大利文藝復興時期的重要人物，被稱為近代政治學之父。